# Carasta
Carasta es un despoblado que actualmente forma parte del concejo de Caicedo-Sopeña, municipio de Ribera Alta, en la provincia de Álava, País Vasco (España).

## Historia
Habitado desde al menos la época romana, ya que se han encontrado en sus tierras numerosos restos, está documentado desde 1025 (Reja de San Millán) y en el siglo XIX formaba parte de la Hermandad de la Ribera.
Hacia mediados del siglo XIX, el lugar, ya por entonces perteneciente a Ribera Alta, tenía contabilizada una población de dieciséis habitantes. Aparece descrito en el quinto volumen del Diccionario geográfico-estadístico-histórico de España y sus posesiones de Ultramar de Pascual Madoz con las siguientes palabras:

CARASTA: l. en la prov. de Alava (4 leg. á Vitoria), part. jud. de Añana (1 1/2), aud. terr. de Burgos, c. g. de las prov. Vascongadas, dióc. de Calahorra (18), ayunt. de la Rivera alta (3/4): sit. en una altura con libre ventilacion y clima sano. Tiene 4 casas y una parr. (San Esteban), servida por un cura beneficiado. Confina el term. N. Caicedo de Sopeña (1/2 leg.); E. Ereña (igual dist.); S. San Miguel (1/4), y O. Turiso (la misma dist.) Hácia el S. del pueblo en un alto del mismo nombre, se ven restos de un campamento romano; forma un triángulo, cuya basa tiene 1,045 pies; desde un estremo de dicha basa á la punta mas elevada, se miden 2,100 pies; esta cima ó punta hasta la otra, tiene 45 y 15 de profundidad, formando un foso cortado artificialmente en peña viva; habiendo desde el estremo de esta cima hasta el otro de la basa 2,050 pies. Se notan 4 entradas, como en todos los campamentos romanos, y únicamente se ven paredes con mortero á la entrada de una puerta, y algunas otras de piedra seca en las demas entradsa. Todo este parage, aunque metido entre montes, es muy fértil y verdea en todo tiempos. Hállanse en diferentes sitios monedas romanas, piedras de moler á mano y cascos de bajilla de Sagunto. El terreno es de buena calidad; brotan en varios puntos del mismo, fuentes cuyas buenas aguas aprovechan los hab. para sus necesidades domésticas y otras de agricultura. Los caminos son locales y en mediano estado; el correo se recibe de la cap. del part. prod.: trigo, cebada, avena, legumbres, hortaliza, pastos y bellota; se cria ganado vacuno, de cerda, lanar y cabrio, y caza de perdices. pobl.: 4 vec., 16 alm. riqueza. y contr.: con el ayunt.
(Madoz, 1846, pp. 515-516)

Actualmente sus tierras son conocidas con el topónimo de Cerro de Carasta.

## Patrimonio
Había en el lugar una iglesia de San Esteban.